# マティアス・ホッホ
マティアス・ホッホ（独: Matthias Hoch、1958年 - ）は、ドイツの写真家、視覚芸術家。

## 経歴
1983年～1988年までライプツィヒ版画・製本芸術大学で研究。ドイツ学術交流会（DAAD）でエッセンのフォルクヴァング芸術大学に1990年に留学、ライプツィヒ版画・製本芸術大学で1991年～1992年まで院生として研究、その後1993年～1998年まで同大学のアシスタントして教える。2003年にドイツ・アカデミーヴィラ・マッシモで研究助成金を貰う。現在、ライプツィヒに居住。

## 作品と受容
マティアス・ホッホが有名になったきっかけは、1988年に東ベルリン、ドレスデン、ライプツィヒ、ハレ他、東ドイツの街で撮影したカラー写真の作品集『駅（Bahnhöfe）』である。このシリーズが展示されたのは、1992年と1999年に国際情勢研究所の全17州のツアー展覧会「状況報告。東西ドイツ50年代～80年代の写真（Zustandsberichte. Deutsche Fotografie der 50er bis 80er Jahre in Ost und West）」である。ホッホの作品は、ベルリン・ギャラリー、ライプツィヒ造形美術館、ドレスデン美術館、ミュンヘン近代絵画館などである。キュレーターおよび評論家であるハラルド・クンデ（Harald Kunde）は、「およそ人間性のない地域性、その形式、その配色、役所の指示で作られたデザイン、使い古された痕跡は、必然的に没落した国家の歴史を物語っている」と述べている。
1990年代にマティアス・ホッホは、国会議事堂、アーヘン大学病院、東ドイツに新しく建設された流通センターなどの写真シリーズを制作。それに続き、パリ、ブリュッセル、オランダなどの近代機能主義的建築の作品集を出版。
芸術雑誌『art』は、ホッホの写真を「現代の都会性に対する控え目で不安に満ちた批評」として紹介している。フランクフルター・アルゲマイネは、「ポスト工業社会に適した写真」とコメントしている。
2003年にローマに滞在しているとき、大きいサイズの写真だけでなく「フォト・スケッチ（fotografische Skizzen）」も制作。これは作家インゴ・シュルツェの「オレンジとエンジェル（Orangen und Engel）」に掲載された。日刊紙メルキッシェ・アルゲマイネは、これら48枚の写真が「驚くほどさりげない状態で、直接的に平凡なものと高尚なものとの併存」を表していると述べている。「写真とテクストが、繊細な対話を織りなしている」（ノイエ・チュルヒャー・ツァイトゥング）。フランクフルトにある荒涼としたシルバータワーの作品制作のため、ホッホはザクセン芸術財団からの助成金を受けている。

## 主な個展
- 2000: Städtische Galerie Wolfsburg
- 2000: Suermondt-Ludwig-Museum, Aachen
- 2000: Oldenburger Kunstverein
- 2002: Kunsthalle Bremen
- 2005: Lindenau-Museum Altenburg|
- 2006: Ludwig Forum für Internationale Kunst, Aachen
- 2006: Studio d'Arte Contemporanea Pino Casagrande, Rom
- 2006: Leonhardi-Museum Dresden
- 2010: Galerie Nordenhake, Stockholm
- 2011: Rena Bransten Gallery, San Francisco

## 主なグループ展
- 2000: DAAD - weltwärts, Kunstmuseum Bonn
- 2001: Trade, Fotomuseum Winterthur
- 2002: East, Galerie für Zeitgenössische Kunst Leipzig
- 2005: Der Blick auf Dresden, Kunsthalle im Lipsius-Bau, Staatliche Kunstsammlungen Dresden
- 2006: Picturing Eden, George Eastman House, Rochester
- 2007: Foto.Kunst, Essl Museum, Klosterneuburg
- 2008: Neue Leipziger Schule, Cobra Museum, Amstelveen
- 2008: Von Kunst und Politik - Fotografie in der Sammlung des Deutschen Bundestages. Kunst-Raum des Deutschen Bundestages, Berlin
- 2009: Art of Two Germanys/ Cold War Cultures, Los Angeles County Museum of Art (LACMA)
- 2011: Leipzig. Fotografie seit 1839, Museum der bildenden Künste Leipzig
- 2012: Geschlossene Gesellschaft - Künstlerische Fotografie in der DDR 1949-1989, Berlinische Galerie, Berlin

## 主な出版物
- Matthias Hoch: Speicher. Ausst.-Kat., mit Texten von Michael M. Thoss and Hans Dieter Huber (dt./fr.); Dogenhaus Galerie Leipzig, Goethe-Institut Paris, 1998, ISBN 3-00-003208-8
- Matthias Hoch: Fotografien. Ausst.-Kat., mit einem Text von Tim Dawson (dt./engl.), Städtische Galerie Wolfsburg, Suermondt-Ludwig-Museum, Aachen, 2000, ISBN 3-9806871-2-0
- Matthias Hoch: Begrenzte Übersicht/ Limited Overview. Ausst.-Kat., Städtische Galerie Ravensburg, mit Texten von Thomas Knubben und Michael Stoeber (dt./engl.), Schaden Verlag, Köln 2002, ISBN 3-932187-23-7
- Matthias Hoch: Fotografien/Photographs. Herausgegeben von Jutta Penndorf, Lindenau-Museum Altenburg, mit Texten von Harald Kunde, Thomas Seelig, Sabine Maria Schmidt (dt./engl.), Hatje Cantz Verlag, Ostfildern 2005, ISBN 978-3-7757-1593-5
- Matthias Hoch: Almere Rotterdam Naarden Leipzig. Ausst.-Kat., mit einem Text von Aimée C. Reed (engl.), Hrsg.: Dogenhaus Galerie Leipzig; Galerie Akinci, Amsterdam; Rena Bransten Gallery, San Francisco; Rocket Press, London; 2008, ohne ISBN
- Ingo Schulze: Orangen und Engel, Italienische Skizzen. Mit Fotografien von Matthias Hoch. Berlin Verlag, 2010, ISBN 978-3-8270-0916-6; Lizenzausgabe im Deutschen Taschenbuch Verlag (dtv), München 2012, ISBN 978-3-423-14107-9